# Peter Carington
Peter Alexander Rupert Carington, Baron Carrington, Baron Carington van Upton (Londen, Engeland, 6 juni 1919 – aldaar, 9 juli 2018) was een Brits politicus en diplomaat van de Conservative Party.
Carington was tijdens de Tweede Wereldoorlog kapitein, tijdelijk fungerend als majoor, in de Grenadier Guards. Hij maakte onder andere de Slag om Nijmegen mee. Vertraagd door de oorlog kon hij pas in 1945 zijn plaats innemen in het Hogerhuis, waarop hij formeel sinds 1940 al zitting in had.
Carington was van 1951 tot 1954 onderstaatssecretaris voor Landbouw en Visserij en van 1954 tot 1956 onderminister voor Defensie, daarna was hij van 1956 tot 1959 Hoge Commissaris voor Australië (een gevolmachtigd minister). Na zijn terugkeer in 1959 was hij First Lord of the Admiralty (ministers van Marine) tot 1963. In de jaren 1964-1970 was de Hogerhuisfractie van de Conservative Party onder zijn leiding in de oppositie. Daarna was hij van 1970 tot 1974 minister van defensie onder Edward Heath en van 1979 tot 1982 minister van buitenlandse zaken onder Margaret Thatcher. Hij trad af omdat hij de volle verantwoordelijkheid aanvaardde voor het feit dat niemand in zijn organisatie de Falklandoorlog had zien aankomen. Sindsdien wordt deze houding, waarbij iemand de consequentie trekt uit verkeerd gelopen dingen waarover hij formeel de leiding heeft maar waaraan hij persoonlijk niets kon doen, in Nederland als "carringtondoctrine" aan politici ten voorbeeld gesteld. Nadien was hij van 1984 tot 1988 de zesde secretaris-generaal van de NAVO. Carington was van 1940 tot aan zijn dood in 2018 78 jaar lid van het Hogerhuis, daarnaast was hij van 2007 tot 2018 ook nestor van het Hogerhuis.
Merkwaardigerwijs wordt zijn familienaam (die overigens tot 1839 Smith luidde) anders gespeld dan zijn adellijke: het is Peter Carington, maar Baron Carrington.

## Onderscheidingen
- 1992: Four Freedoms Award voor vrijwaring van vrees

## Titels en predicaten
- Peter Alexander Rupert Carington (1919-1938)
- Peter Alexander Rupert Carington, Baron Carrington (1938-1985)
- Sir Peter Alexander Rupert Carington, Baron Carrington (1985-1999)
- Sir Peter Alexander Rupert Carington, Baron Carrington, Baron Carington van Upton (1999-2018)

- Bibsys: 90597751
- Bibliothèque nationale de France: cb121402438 (data)
- Gemeinsame Normdatei: 122163087
- International Standard Name Identifier: 0000 0001 0918 7922
- Library of Congress Control Number: n87879514
- MusicBrainz: 555d00c4-3cfa-4c88-bf14-b80cc7a9dc66
- Nationale bibliotheek van Australië: 36535019
- Nationale Bibliotheek van Israël: 987007453418205171
- Nederlandse Thesaurus van Auteursnamen: 071864873
- Parlement.com: vjc6i9ncs7wh
- Système universitaire de documentation: 151877041
- Trove: 1278212
- Virtual International Authority File: 79065894
- WorldCat: E39PBJtMhpHRRHpWT7HJ49Dwmd

Ismay · 
Spaak · 
Stikker · 
Brosio · 
Luns · 
Carington · 
Wörner · 
Claes · 
Solana · 
Robertson · 
De Hoop Scheffer · 
Rasmussen ·  
Stoltenberg ·  
Rutte